# Chris Mann
Christopher Michael Mann (Wichita, Kansas, 5 de maio de 1975) é um cantor e compositor norte-americano. Ele participou da segunda temporada do reality show The Voice, no grupo de Christina Aguilera, ficando na quarta colocação do programa. Em 2012, Mann lançou seu primeiro álbum de estúdio, Roads.